# Il profeta (film 2009)
Il profeta (Un prophète) è un film del 2009 diretto da Jacques Audiard.
Il film narra la prigionia in carcere del giovane beur Malik, solo e appena maggiorenne.
Ha vinto il Grand Prix Speciale della Giuria del 62º Festival di Cannes, ben nove Premi César 2010, tra cui quello per il miglior film, ed è stato candidato come miglior film straniero ai Premi Oscar 2010.

## Trama
Malik El Djebena è un diciannovenne francese di origine maghrebina che, nel corso della sua vita, ha conosciuto soltanto orfanotrofi e riformatori; non sa né leggere né scrivere ed è condannato a sei anni di carcere per un fallito tentativo di rapina. In prigione, per Malik, giovane fragile e senza protezioni o amicizie, la vita si presenta subito molto dura. Il leader della mala còrsa, César Luciani, che spadroneggia indisturbato nel carcere, lo individua come il soggetto ideale al quale far compiere l'omicidio di un arabo di nome Reyeb, di passaggio in quel carcere, che aveva adocchiato il giovane. Malik, contro la sua volontà, è addestrato dai còrsi e coperto dai carcerieri corrotti per un delitto che, non senza difficoltà, riuscirà a portare a termine.
Il fantasma di Reyeb continuerà a popolare le notti (e non solo) di Malik che intanto però, senza troppi scrupoli, entra sempre più nelle grazie di Luciani, che decide di servirsi del giovane per alcune missioni all'esterno del carcere. Malik ha intanto cominciato a studiare per imparare a leggere, stringendo una forte amicizia col suo insegnante Ryad. Allo stesso tempo diventa amico di Jordi "lo Zingaro", uno spacciatore che ha già una rete organizzata all'esterno, ma che ha bisogno di un uomo di fiducia che gli recuperi un ingente quantitativo di droga opportunamente occultato.
Così, per volontà di Luciani, che nel frattempo ha visto uscire di cella quasi tutti i suoi compagni, Malik diventa un carcerato modello e, scontata metà della pena, può usufruire di un permesso di mezza giornata. In 12 ore, il ragazzo porta a termine la delicatissima missione affidatagli dal boss còrso, incassando 5.000 euro, recuperando la droga di Jordi e organizzando con l'amico Ryad lo spaccio di stupefacenti sulla rotta Parigi-Marbella come pianificato in carcere. È la svolta.
Malik si permette addirittura di dare dei suggerimenti a Luciani per gestire il difficile rapporto con gli arabi. Nel suo secondo permesso, catapultato in aereo a Marsiglia incontra il boss arabo Brahim Lattrache, soddisfacendo così la richiesta di Luciani, ma ancor di più intessendo per sé una rete di contatti e alleanze che gli assicurano il rifiorire della sua personale attività di spaccio con Ryad, che stava incontrando difficoltà a causa della concorrenza di un malavitoso egiziano. Lattrache rimane colpito positivamente dal ragazzo, cui dà il soprannome di "profeta" avendo questi predetto l'attraversamento di un cervo, che sarebbe poi in effetti finito contro la loro auto.
Accortosi dei suoi notevoli progressi, Luciani tenta violentemente di ribadire la sua egemonia sul giovane, ma Malik, di fatto, è sempre più forte e audace. Nel terzo permesso il boss còrso gli assegna l'esecuzione del suo capo, Mercaggi, ma, anziché ucciderlo, il giovane intraprendente lo rapisce e lo informa della congiura ordita da Luciani, innescando così una cruenta guerra interna che porta i còrsi all'autodistruzione e Luciani all'isolamento definitivo. Tornato in carcere, Malik è ormai un leader tra gli arabi e non riconosce più il boss che l'aveva "creato". Finalmente scontata la pena, ad aspettarlo fuori ci sono la moglie e il figlio dell'amico Ryad, malato terminale, e sullo sfondo una scorta degna di un boss conclamato.

## Riconoscimenti
- 2010 - Premio Oscar
  - Nomination Miglior film straniero (Francia)
- 2010 - Golden Globe
  - Nomination Miglior film straniero (Francia)
- 2010 - Premio BAFTA
  - Miglior film straniero (Francia)
- 2009 - European Film Awards
  - Miglior attore a Tahar Rahim
  - Nomination Miglior film (Francia)
  - Nomination Miglior regista a Jacques Audiard
  - Nomination Migliore sceneggiatura a Thomas Bidegain e Jacques Audiard
  - Nomination Migliore fotografia a Stéphane Fontaine
- 2010 - Premio César
  - Miglior film
  - Miglior regista a Jacques Audiard
  - Migliore attore protagonista a Tahar Rahim
  - Migliore attore non protagonista a Niels Arestrup
  - Migliore promessa maschile a Tahar Rahim
  - Migliore sceneggiatura originale a Thomas Bidegain e Jacques Audiard
  - Miglior fotografia a Stéphane Fontaine
  - Miglior montaggio a Juliette Welfling
  - Migliore scenografia a Michel Barthélémy
  - Nomination Migliore promessa maschile a Adel Bencherif
  - Nomination Migliore colonna sonora a Alexandre Desplat
  - Nomination Migliori costumi a Virginie Montel
  - Nomination Miglior sonoro a Brigitte Taillandier, Francis Wargnier e Jean-Paul Hurier
- 2009 - National Board of Review Awards
  - Miglior film straniero (Francia)
- 2009 - Festival di Cannes
  - Grand Prix Speciale della Giuria a Jacques Audiard
  - Nomination Palma d'oro a Jacques Audiard
- 2010 - David di Donatello
  - Nomination Miglior film dell'Unione europea a Jacques Audiard
- 2010 - Premio Lumière
  - Miglior regista a Jacques Audiard
  - Miglior attore a Tahar Rahim
- 2009 - Premio Louis-Delluc
- 2010 - British Independent Film Awards
  - Miglior film straniero (Francia)
- 2010 - Premio Gianni Di Venanzo
  - Miglior fotografia straniera a Stéphane Fontaine

## Distribuzione
- Italia (Il profeta): 19 marzo 2010